# جمال جاسم
جمال جاسم علي أحمد (مواليد 12 ديسمبر 1995) لاعب كرة قدم إماراتي يجيد اللعب كحارس مرمى.
مثل نادي الوصل في الفئات السنية ووصل للفريق الأول عام 2015 و وقع مع نادي العربي مطلع عام 2018 .